# Association de la communauté nationale
Die Association de la communauté nationale oder National Community Association ist eine politische Partei in Vanuatu.

## Geschichte
Die ACN wurde im Mai 1996 gegründet und war das Ergebnis einer Befragung, vor allem unter den Häuptlingen von Tanna und Efate.
Die Partei sollte eine Antwort darstellen auf die Landflucht der jungen Tannaiser, die ihre Heimat aufgaben um in der Hauptstadt zu leben. Die neue Partei sollte ihnen Leitlinien und Autoritäten geben und den jungen tannaiser Migranten heilsame Aktivitäten und Beschäftigungen bieten. Der erste Präsident der Partei war Sabi Natonga, ein tannaiser Geschäftsmann in Port Vila.
Die Partei konnte 2004 erstmals zwei Abgeordnete ins Parlament entsenden, aber einer der Abgeordneten, Joshua Kalsakau, verließ in der Legislaturperiode die Partei wieder und schloss sich der Leba Pati an. Die ACN stellte fünf Kandidaten für die Wahlen 2008, konnte aber keine Sitze erringen. In den weiteren Wahlen spielte die Partei keine Rolle mehr.

## Parteiprogramm
Das Parteiprogramm von 2008 enthielt folgende Punkte:
- Ermutigung der Landbesitzer, das wirtschaftliche Potenzial ihres Landes aufzuwerten;
- Förderung der Produktion neuer landwirtschaftlicher Produkte, die an die internationalen Märkte angepasst sind;
- Sicherstellen, dass Banken Kredite an einheimische Unternehmer vergeben;
- Die Textilindustrie exklusiv für Einheimische fördern;
- Den Export lokaler Produkte durch ausländische Händler verbieten;
- Das Bildungsbudget erhöhen und die Studiengebühren senken;
- Das Budget des Ministeriums für Jugend und Sport erhöhen;
- Die Einrichtung eines privaten Krankenhauses fördern;
- Religionsfreiheit im Rahmen christlicher Grundsätze wahren;
- Bewegungsfreiheit einschränken auf das Landesinnere, um die Landflucht einzudämmen;
- Den Mindestlohn erhöhen;
- Konsolidierung der Beziehungen Vanuatus zu asiatischen und westlichen Ländern;
- Das Budget der Provinzregierungen erhöhen, um sie autonomer zu machen.[1]

## Wahlergebnisse
| Wahl      | Stimmen | %   | Mandate |
| --------- | ------- | --- | ------- |
| Wahl 2002 | 2.624   | 3,3 | 0 / 52  |
| Wahl 2004 | 2.385   | 2,6 | 2 / 52  |
| Wahl 2008 | 2.437   | 2,3 | 0 / 52  |
| Wahl 2012 | 1.878   | 1,6 | 0 / 52  |